# Enigma Browser
Enigma Browser — программное обеспечение, которое представляет собой бесплатный (ранее shareware) веб-браузер с MDI-интерфейсом, построенный компанией Advanced Search Technologies, Inc. на популярном браузерном движке Microsoft Trident.

## Описание
Enigma Browser используют ядро Microsoft Trident от популярного браузера Internet Explorer, благодаря чему сохраняют полную совместимость с веб-ресурсами, разработанными под использование этого продукта, а также добавляет совершенно новые функциональные возможности.
Внешним видом и поведением напоминает MyIE2 (сейчас Maxthon), может использовать панели инструментов, настройки, плагины, а также избранное от Internet Explorer.
Enigma Browser поддерживается работу с прокси-серверами, скины, имеет встроенный блокировщик всплывающих окон, группы сайтов, интеграцию с Windows Shell, скрипты и фильтры, а также MDI-интерфейс для работы с несколькими веб-страницами в одном окне и предоставляет лёгкое управление ими с помощью мыши.
На данный момент разработка проекта не поддерживается.

## Особенности
На момент последнего обновления включал в себя множество функций, из которых можно выделить:
- Быстрая архитектура загрузки и просмотра веб-страниц.
- Простое управление жестами мыши.
- Изменение внешнего вида интерфейса при помощи скинов.
- Блокировка рекламы и всплывающих окон.
- Автозаполнение форм.
- Быстрый поиск.
- Автологин для страниц.
- Создание и выполнение сценариев, а также предотвращение ошибок сценариев.
- Онлайн перевод и словари.
- Alias.
- Группы сайтов.
- Удаление всех следов пребывания в Интернете.
- Чёрный и белый список фильтрации.
- Возможность включения/выключения ActiveX, скриптов, java-апплетов, звуки, видео, изображения, flash-анимации и др.
- Встроенные редакторы VBScript/Jscript/HTML/Text.
- Интернациональная поддержка.
- Абсолютно бесплатен, отсутствует Adware и Spyware.